# Associazione Calcio Reggiana 1919 2009-2010
Questa voce raccoglie le informazioni riguardanti la Associazione Calcio Reggiana 1919 nelle competizioni ufficiali della stagione 2009-2010.

## Stagione
La Reggiana si trova con un nuovo allenatore e una squadra completamente rimaneggiata rispetto alla stagione precedente. La stagione inizia con l'eliminazione dalla Coppa Italia da parte dell'Empoli. I granata non riescono a trovare il giusto equilibrio in campo e cambiano numerose volte il modulo, con risentimenti in campionato. Così fino a novembre la Reggiana si trova a galleggiare tra play-off e play-out a metà classifica, fino a quando il 22 novembre i granata battono al Giglio il Pescara (una delle squadre favorite alla promozione) per 2 a 1 con reti di Stefani (che per una serie di giornate sarà capocannoniere del campionato) e Ingari. Da allora gli uomini di Dominissini ottengono una serie di 7 vittorie consecutive che li porteranno a raggiungere la vetta della classifica. Grazie alla spinta dei giocatori delle fasce (Nardini, Viapiana e Anderson), la finalizzazione di Saverino e la regia di Alessi e Paolo Rossi la squadra crea un proprio stile di gioco. Ma nella partita contro il Real Marcianise un intervento molto duro su Saverino lo mette fuori causa per quasi 3 mesi. La Reggiana, privata del veloce centrocampista, perde in casa contro il Portogruaro e poi contro la Cavese, terzultima in classifica. A causa di una serie di squalifiche e soprattutto infortuni (che riempiranno l'infermeria fino a fine stagione), il finale di campionato vede i granata in difficoltà: a partire dalla partita col Portogruaro nelle ultime 13 giornate la Reggiana perde 6 partite ne pareggia 4 e ne vince solo 3 (tra cui la vittoria per 2 a 1 contro il Verona capolista al Bentegodi). La squadra di Dominissini riesce, nonostante i risultati, a restare in zona play-off; ma alla penultima giornata vengono scavalcati dal Rimini, vittorioso col Verona, e si piazzano sesti. La trentaquattresima e ultima giornata vede la Reggiana impegnata in casa contro la Ternana che le è davanti di soli 3 punti e il Rimini sfidare il Giulianova penultimo e già destinato ai play-out. L'unica speranza per i granata di riagguantare i play-off è vincere (raggiungendo a pari punti la Ternana ma scavalcandola grazie agli scontri diretti a favore). Dominissini è costretto a mettere in campo una formazione riserve a causa delle assenze: un giocatore squalificato, quattro infortunati lungodegenti e tre acciaccati in campo. Il primo tempo al Giglio (davanti a quasi 4000 spettatori) finisce senza reti. Nella ripresa arriva il gol che porta la firma di Riccardo Nardini e che consentirà ai granata di vincere la partita. La Reggiana accede, quindi, ai play-off. Gli spareggi assegnano ai granata il Pescara, secondo in classifica. La Reggiana nelle due settimane successive non riesce a recuperare completamente gli infortunati e così nella gara d'andata (che si gioca a Reggio Emilia il 23 maggio), come contro la Ternana, la formazione è fortemente rimaneggiata. La partita non offre particolari emozioni ma è il Pescara (davanti a 2500 suoi sostenitori giunti al Giglio su un totale di quasi 8000 paganti) a giocare meglio e sia Tomasig che il palo (colpito da Soddimo al 94') salvano la squadra di casa. Il match termina 0-0. Al ritorno gli emiliani possono solo vincere, ma complice la cornice di pubblico dello Stadio Adriatico (ben 15000 presenti sulle tribune, circa 2-300 i tifosi venuti da Reggio Emilia) e la miglior preparazione atletica degli avversari, la Reggiana esce sconfitta per 2-0 (Reti di Massimo Ganci al 17' e di Francesco Zizzari al 73') e viene estromessa dagli spareggi.

## Divise e sponsor
| Prima divisa | Seconda divisa |

## Rosa
| N. |                    | Ruolo | Calciatore                 |
| -- | ------------------ | ----- | -------------------------- |
|    | Italia (bandiera)  | P     | Nicolò Manfredini          |
|    | Italia (bandiera)  | P     | Luca Tomasig               |
|    | Italia (bandiera)  | D     | Danilo Zini                |
|    | Brasile (bandiera) | D     | Robert Anderson Cavalheiro |
|    | Italia (bandiera)  | D     | Sebastiano Girelli         |
|    | Italia (bandiera)  | D     | Federico Ferrando          |
|    | Italia (bandiera)  | D     | Marco Mallus               |
|    | Italia (bandiera)  | D     | Massimiliano Mei           |
|    | Italia (bandiera)  | D     | Mirko Stefani (capitano)   |
|    | Italia (bandiera)  | D     | Matteo D'Alessandro        |
|    | Italia (bandiera)  | C     | Giuseppe Alessi            |
|    | Italia (bandiera)  | C     | Davide Saverino            |

| N. |                    | Ruolo | Calciatore       |
| -- | ------------------ | ----- | ---------------- |
|    | Italia (bandiera)  | C     | Marco Romizi     |
|    | Italia (bandiera)  | C     | Luca Castiglia   |
|    | Italia (bandiera)  | C     | Antonio Maschio  |
|    | Brasile (bandiera) | C     | André Viapiana   |
|    | Italia (bandiera)  | C     | Luca Ferrari     |
|    | Italia (bandiera)  | C     | Andrea D'Amico   |
|    | Italia (bandiera)  | C     | Riccardo Nardini |
|    | Italia (bandiera)  | C     | Nicola Padoin    |
|    | Italia (bandiera)  | A     | Giuseppe Ingari  |
|    | Italia (bandiera)  | A     | Umberto Eusepi   |
|    | Italia (bandiera)  | A     | Gianluca Temelin |
|    | Italia (bandiera)  | A     | Lorenzo Morelli  |
|    | Italia (bandiera)  | A     | Paolo Rossi      |

## Organigramma societario
Area direttiva
- Presidente: Clarfiorello Fontanesi
- Consiglieri: Carlo Salvatore Rizzo, Tito Corsi, Sergio Carboni
- Team Manager: Marco Lancetti
- Direttore Marketing: Sandro Incerti
- Segreteria Generale: Monica Torreggiani
- Responsabile Area Tecnica: Tito Corsi
- Ufficio Stampa: Mauro Romoli
- Responsabile Sanitario: Dr. Sergio Roti
- Segretario Settore Giovanile: William Pinetti

Area tecnica
- Allenatore: Loris Dominissini
- Allenatore in seconda: Marcello Montanari
- Preparatore atletico: Fabio Martinelli
- Allenatore dei portieri: Andrea Rossi

Area sanitaria
- Responsabile Sanitario: Sergio Roti
- Medico Sociale: Ivo Tartaglia
- Medico Sociale: Paolo Simonazzi
- Medico Sociale: Giovanni Tortorella
- Massaggiatore: Alan Fioravanti

## Calciomercato

### Sessione estiva(dall'1/7 al 2/9)
| Acquisti | Acquisti                   | Acquisti   | Acquisti          |
| R.       | Nome                       | da         | Modalità          |
| -------- | -------------------------- | ---------- | ----------------- |
| P        | Nicolò Manfredini          | Fiorentina | Compartecipazione |
| D        | Robert Anderson Cavalheiro | Venezia    | Definitivo        |
| D        | Andrea Cosner              | Bassano    | Definitivo        |
| D        | Matteo D'Alessandro        | Genoa      | Prestito          |
| D        | Federico Ferrando          | Viareggio  | Fine prestito     |
| D        | Sebastiano Girelli         | Sassuolo   | Prestito          |
| D        | Marco Mallus               | Viareggio  | Fine prestito     |
| C        | Andrea D'Amico             | Catania    | Prestito          |
| C        | Marco Augusto Romizi       | Fiorentina | Compartecipazione |
| C        | Davide Saverino            | Cremonese  | Definitivo        |
| C        | Andrè Viapiana             |            | Svincolato        |
| A        | Umberto Eusepi             | Genoa      | Prestito          |
| A        | Damien Florian             | Ivrea      | Fine prestito     |
| A        | Lorenzo Morelli            | Fiorentina | Compartecipazione |
| A        | Paolo Rossi                | Cittadella | Prestito          |
| A        | Gianluca Temelin           | Cremonese  | Definitivo        |

| Cessioni | Cessioni             | Cessioni        | Cessioni                      |
| R.       | Nome                 | a               | Modalità                      |
| -------- | -------------------- | --------------- | ----------------------------- |
| P        | Marco Ambrosio       | Feralpisalò     | Definitivo                    |
| P        | Stefano Barraco      | Castellarano    | Definitivo                    |
| D        | Giovanni Bruno       | Como            | Definitivo                    |
| D        | Dennis Esposito      | Inter           | Fine prestito                 |
| D        | Antonio Sinicropi    | HinterReggio    | Definitivo                    |
| C        | Matteo Arati         | Fiorentina      | Compartecipazione             |
| C        | Rosario Bucolo       | Catania         | Risoluzione compartecipazione |
| C        | Rosario Cutolo       | Celano          | Definitivo                    |
| C        | Vito Grieco          | Spezia          | Definitivo                    |
| C        | Nicolas Migliaccio   | Crociati Noceto | Prestito                      |
| C        | Nicola Padoin        | Spezia          | Definitivo                    |
| C        | Paolo Ponzo          | Savona          | Definitivo                    |
| C        | Davide Scantamburlo  | Spezia          | Definitivo                    |
| A        | Boadu Maxwell Acosty | Fiorentina      | Definitivo                    |
| A        | Stefano Dall'Acqua   | Juve Stabia     | Definitivo                    |
| A        | Damien Florian       | Olbia           | Prestito                      |
| A        | Marco Martini        | Perugia         | Definitivo                    |

### Sessione invernale
| Acquisti | Acquisti       | Acquisti | Acquisti      |
| R.       | Nome           | da       | Modalità      |
| -------- | -------------- | -------- | ------------- |
| C        | Luca Castiglia | Juventus | Prestito      |
| A        | Damien Florian | Olbia    | Fine prestito |

| Cessioni | Cessioni       | Cessioni       | Cessioni      |
| R.       | Nome           | a              | Modalità      |
| -------- | -------------- | -------------- | ------------- |
| C        | Andrea D'Amico | Catania        | Fine prestito |
| A        | Umberto Eusepi | Genoa          | Fine prestito |
| A        | Damien Florian | Rodengo Saiano | Prestito      |

### Operazioni esterne alle sessioni
| Acquisti | Acquisti | Acquisti | Acquisti |
| R.       | Nome     | da       | Modalità |
| -------- | -------- | -------- | -------- |

| Cessioni | Cessioni      | Cessioni | Cessioni                |
| R.       | Nome          | a        | Modalità                |
| -------- | ------------- | -------- | ----------------------- |
| D        | Andrea Cosner |          | Rescissione consensuale |

## Risultati

### Lega Pro Prima Divisione

#### Girone di andata
| Arbitro: | Corletto (Castelfranco Veneto) |

|  |           |               |
|  | Marcatori | 34’ Oshadogan |

| Arbitro: | Barbiero (Vicenza) |

|                  |           |                    |
| Tulli (rig.) 52’ | Marcatori | 42’ (rig.) Stefani |

| Arbitro: | Sguizzato (Verona) |

|                                      |           |                  |
| Anderson 30’ P. Rossi 58’ Alessi 83’ | Marcatori | 90+1’ C. Tedesco |

| Arbitro: | Bolano (Livorno) |

|                         |           |             |
| Altinier 11’ Cunico 55’ | Marcatori | 40’ Stefani |

| Arbitro: | D'Iasio (Matera) |

|             |           |  |
| Nardini 48’ | Marcatori |  |

| Taranto 27 settembre 2009, ore 15:00 CEST 6ª giornata | Taranto           | 0 – 0 | Reggiana | Stadio Erasmo Iacovone (4.870 spett.)\| Arbitro: \| Vivenzi (Brescia) \| |
| Arbitro:                                              | Vivenzi (Brescia) |       |          |                                                                          |

| Arbitro: | Zanichelli (Genova) |

|                                                             |           |                           |
| Temelin 19’, 43’ Stefani 27’ P. Rossi 63’ (rig.) Ingari 81’ | Marcatori | 40’ Scotto 88’ Biancolino |

| Arbitro: | Palazzino (Ciampino) |

|                                      |           |             |
| Cavagna 9’ Piovaccari 23’ Toledo 52’ | Marcatori | 69’ Temelin |

| Reggio Emilia 18 ottobre 2009, ore 15:00 CEST 9ª giornata | Reggiana        | 0 – 0 | Verona | Stadio Giglio (5.603 spett.)\| Arbitro: \| Tidona (Torino) \| |
| Arbitro:                                                  | Tidona (Torino) |       |        |                                                               |

| Arbitro: | Giacomelli (Trieste) |

|                                            |           |                                     |
| P. Rossi 37’ Alessi 48’ Stefani 69’ (rig.) | Marcatori | 8’ (aut.) Mei 44’, 59’, 66’ Salgado |

| Arbitro: | Del Giovane (Albano Laziale) |

|                |           |              |
| Sibilano 90+1’ | Marcatori | 72’ P. Rossi |

| Arbitro: | G. Stefanini (Livorno) |

|                                |           |             |
| Stefani 5’ (rig.) Anderson 90’ | Marcatori | 40’ Lucenti |

| Arbitro: | Pizzi (Saronno) |

|              |           |  |
| M. Croce 35’ | Marcatori |  |

| Arbitro: | Gallo (Barcellona Pozzo di Gotto) |

|                        |           |              |
| Stefani 23’ Ingari 52’ | Marcatori | 36’ Sembroni |

| Arbitro: | Bietolini (Firenze) |

|              |           |              |
| Cipriani 74’ | Marcatori | 18’ Viapiana |

| Arbitro: | Ros (Pordenone) |

|                                |           |  |
| Nardini 12’ Stefani (rig.) 31’ | Marcatori |  |

| Arbitro: | Di Paolo (Avezzano) |

|  |           |              |
|  | Marcatori | 14’ P. Rossi |

#### Girone di ritorno
| Arbitro: | Santonocito (Abbiategrasso) |

|            |           |                                                                       |
| Masini 68’ | Marcatori | 17’, 52’ P. Rossi 45+1’ (rig.) Saverino 60’ Nardini 81’(rig.) Stefani |

| Arbitro: | Merchiori (Ferrara) |

|                                     |           |                |
| Alessi 13’ P. Rossi 47’ Nardini 61’ | Marcatori | 90+3’ G. Tulli |

| Arbitro: | Di Francesco (Teramo) |

|             |           |                                        |
| Galizia 23’ | Marcatori | 74’ Viapiana 82’ Temelin 90+1’ Nardini |

| Arbitro: | Gambini (Roma) |

|  |           |              |
|  | Marcatori | 54’ Altinier |

| Arbitro: | Colasanti (Grosseto) |

|                       |           |  |
| Radi 61’ Maiorano 83’ | Marcatori |  |

| Reggio Emilia 7 febbraio 2010, ore 14:30 CET 23ª giornata | Reggiana          | 0 – 0 | Taranto | Stadio Giglio (3.593 spett.)\| Arbitro: \| Baratta (Salerno) \| |
| Arbitro:                                                  | Baratta (Salerno) |       |         |                                                                 |

| Arbitro: | Gallo (Barcellona Pozzo di Gotto) |

|                |           |              |
| Biancolino 12’ | Marcatori | 27’ P. Rossi |

| Arbitro: | Barbeno (Brescia) |

|                        |           |                      |
| Alessi 4’ P. Rossi 46’ | Marcatori | 30’ Felci 80’ Toledo |

| Arbitro: | Ostinelli (Como) |

|             |           |                          |
| Rantier 40’ | Marcatori | 24’ Viapiana 69’ Nardini |

| Arbitro: | Corletto (Castelfranco Veneto) |

|                             |           |            |
| Desideri 17’ Ceccarelli 22’ | Marcatori | 37’ Alessi |

| Arbitro: | Borriello (Mantova) |

|              |           |              |
| Viapiana 52’ | Marcatori | 22’ Sibilano |

| Potenza 15 aprile 2010, ore 15:00 CEST 29ª giornata | Potenza               | 0 – 0 | Reggiana | Stadio Alfredo Viviani (900 spett.)\| Arbitro: \| Paparazzo (Catanzaro) \| |
| Arbitro:                                            | Paparazzo (Catanzaro) |       |          |                                                                            |

| Arbitro: | Ros (Pordenone) |

|                     |           |  |
| Saverino 11’ (rig.) | Marcatori |  |

| Arbitro: | Del Giovane (Albano Laziale) |

|                                   |           |  |
| Tognozzi 7’ Ganci 26’ Coletti 74’ | Marcatori |  |

| Arbitro: | Irrati (Pistoia) |

|  |           |             |
|  | Marcatori | 1’ Schiavon |

| Arbitro: | Vivenzi (Brescia) |

|                           |           |              |
| Bettini 66’ Cipolla 90+1’ | Marcatori | 24’ Anderson |

| Arbitro: | Carbone (Napoli) |

|             |           |  |
| Nardini 58’ | Marcatori |  |

#### Play-off
| Reggio Emilia 23 maggio 2010, ore 15:00 CEST Semifinale - andata | Reggiana         | 0 – 0 | Pescara | Stadio Giglio (7.873 spett.)\| Arbitro: \| Bagalini (Fermo) \| |
| Arbitro:                                                         | Bagalini (Fermo) |       |         |                                                                |

| Arbitro: | Gambini (Roma) |

|                       |           |  |
| Ganci 16’ Zizzari 81’ | Marcatori |  |

### Coppa Italia

#### Primo Turno
| Arbitro: | Fabbri (Ravenna) |

|                                          |           |  |
| Morelli 6’ Maschio 29’ 45’ Ferrari 90+3’ | Marcatori |  |

#### Secondo Turno
| Arbitro: | Velotto (Grosseto) |

|                             |           |  |
| Lodi (rig.) 43’ Angella 89’ | Marcatori |  |

### Coppa Italia Lega Pro

#### Primo turno
| Arbitro: | Borriello (Mantova) |

|                                         |           |                         |
| Morelli 30’ Viapiana 40’ Ingari 51’ 85’ | Marcatori | 19’ Ravasi 61’ Iacopino |

#### Secondo Turno
| Arbitro: | Sguizzato (Verona) |

|                               |                      |                                               |
| Carrozza Tripoli Radi Claiton | Tiri di rigore 4 – 3 | P. Rossi Anderson Viapiana L. Ferrari Morelli |

## Statistiche

### Statistiche di squadra
| Competizione          | Punti | In casa | In casa | In casa | In casa | In casa | In casa | In trasferta | In trasferta | In trasferta | In trasferta | In trasferta | In trasferta | Totale | Totale | Totale | Totale | Totale | Totale | DR  |
| Competizione          | Punti | G       | V       | N       | P       | Gf      | Gs      | G            | V            | N            | P            | Gf           | Gs           | G      | V      | N      | P      | Gf     | Gs     | DR  |
| --------------------- | ----- | ------- | ------- | ------- | ------- | ------- | ------- | ------------ | ------------ | ------------ | ------------ | ------------ | ------------ | ------ | ------ | ------ | ------ | ------ | ------ | --- |
| Prima Divisione       | 49    | 17      | 11      | 4       | 2       | 26      | 16      | 17           | 4            | 6            | 7            | 19           | 22           | 34     | 13     | 10     | 11     | 45     | 38     | +7  |
| Coppa Italia          | -     | 1       | 1       | 0       | 0       | 4       | 0       | 1            | 0            | 0            | 1            | 0            | 2            | 2      | 1      | 0      | 1      | 4      | 2      | +2  |
| Coppa Italia Lega Pro | -     | 1       | 1       | 0       | 0       | 4       | 2       | 1            | 0            | 1            | 0            | 0            | 0            | 2      | 1      | 1      | 0      | 4      | 2      | +2  |
| Totale                | -     | 19      | 13      | 4       | 2       | 34      | 18      | 19           | 4            | 7            | 8            | 19           | 24           | 38     | 15     | 11     | 12     | 53     | 42     | +11 |

### Andamento in campionato
| Giornata  | 1  | 2  | 3 | 4  | 5 | 6 | 7 | 8 | 9 | 10 | 11 | 12 | 13 | 14 | 15 | 16 | 17 | 18 | 19 | 20 | 21 | 22 | 23 | 24 | 25 | 26 | 27 | 28 | 29 | 30 | 31 | 32 | 33 | 34 |
| --------- | -- | -- | - | -- | - | - | - | - | - | -- | -- | -- | -- | -- | -- | -- | -- | -- | -- | -- | -- | -- | -- | -- | -- | -- | -- | -- | -- | -- | -- | -- | -- | -- |
| Luogo     | C  | T  | C | T  | C | T | C | T | C | C  | T  | C  | T  | C  | T  | C  | T  | T  | C  | T  | C  | T  | C  | T  | C  | T  | T  | C  | T  | C  | T  | C  | T  | C  |
| Risultato | P  | N  | V | P  | V | N | V | P | N | P  | N  | V  | P  | V  | N  | V  | V  | V  | V  | V  | P  | P  | N  | N  | N  | V  | P  | N  | N  | V  | P  | P  | P  | V  |
| Posizione | 14 | 14 | 8 | 11 | 7 | 7 | 5 | 7 | 8 | 9  | 9  | 8  | 9  | 7  | 7  | 7  | 6  | 4  | 2  | 2  | 2  | 3  | 3  | 4  | 3  | 2  | 4  | 4  | 4  | 4  | 4  | 4  | 6  | 5  |

Fonte:  Lega Pro Prima Divisione - Statistiche, su lega-pro.com, Lega Pro.
Legenda:

Luogo: C = Casa; T = Trasferta. Risultato: V = Vittoria; N = Pareggio; P = Sconfitta.

### Statistiche dei giocatori
| Giocatore       | Prima Divisione | Prima Divisione | Prima Divisione | Prima Divisione | Coppa Italia | Coppa Italia | Coppa Italia | Coppa Italia | Coppa Italia Lega Pro | Coppa Italia Lega Pro | Coppa Italia Lega Pro | Coppa Italia Lega Pro | Totale   | Totale | Totale      | Totale     |
| Giocatore       | Presenze        | Reti            | Ammonizioni     | Espulsioni      | Presenze     | Reti         | Ammonizioni  | Espulsioni   | Presenze              | Reti                  | Ammonizioni           | Espulsioni            | Presenze | Reti   | Ammonizioni | Espulsioni |
| --------------- | --------------- | --------------- | --------------- | --------------- | ------------ | ------------ | ------------ | ------------ | --------------------- | --------------------- | --------------------- | --------------------- | -------- | ------ | ----------- | ---------- |
| G. Alessi       | 31              | 5               | 5               | 1               | 1            | 0            | 0            | 0            | 1                     | 0                     | 0                     | 0                     | 33       | 5      | 5           | 1          |
| R. Anderson     | 25              | 3               | 5               | 2               | -            | -            | -            | -            | 2                     | 0                     | 0                     | 0                     | 27       | 3      | 5           | 2          |
| L. Castiglia    | 7               | 0               | 1               | 0               | -            | -            | -            | -            | -                     | -                     | -                     | -                     | 7        | 0      | 1           | 0          |
| M. D'Alessandro | 18              | 0               | 1               | 0               | 2            | 0            | 1            | 0            | 2                     | 0                     | 0                     | 0                     | 22       | 0      | 2           | 0          |
| A. D'Amico      | 1               | 0               | 0               | 0               | 2            | 0            | 0            | 0            | 2                     | 0                     | 0                     | 0                     | 5        | 0      | 0           | 0          |
| U. Eusepi       | 3               | 0               | 0               | 1               | -            | -            | -            | -            | -                     | -                     | -                     | -                     | 3        | 0      | 0           | 1          |
| F. Ferrando     | 0               | 0               | 0               | 0               | -            | -            | -            | -            | -                     | -                     | -                     | -                     | 0        | 0      | 0           | 0          |
| L. Ferrari      | 11              | 0               | 3               | 0               | 2            | 1            | 0            | 0            | 2                     | 0                     | 0                     | 0                     | 15       | 1      | 3           | 0          |
| S. Girelli      | 27              | 0               | 3               | 0               | -            | -            | -            | -            | -                     | -                     | -                     | -                     | 27       | 0      | 3           | 0          |
| G. Ingari       | 14              | 2               | 0               | 0               | -            | -            | -            | -            | 2                     | 2                     | 0                     | 0                     | 16       | 4      | 0           | 0          |
| M. Mallus       | 9               | 0               | 0               | 0               | 2            | 0            | 0            | 0            | 2                     | 0                     | 0                     | 0                     | 13       | 0      | 0           | 0          |
| N. Manfredini   | 1               | -1              | 0               | 0               | -            | -            | -            | -            | 2                     | -2                    | 0                     | 0                     | 3        | -3     | 0           | 0          |
| A. Maschio      | 30              | 0               | 3               | 0               | 2            | 2            | 0            | 0            | 1                     | 0                     | 0                     | 0                     | 33       | 2      | 3           | 0          |
| M. Mei          | 29              | 0               | 7               | 0               | 2            | 0            | 0            | 0            | 2                     | 0                     | 0                     | 0                     | 33       | 0      | 7           | 0          |
| L. Morelli      | 3               | 0               | 0               | 0               | 2            | 1            | 0            | 0            | 2                     | 1                     | 0                     | 0                     | 7        | 2      | 0           | 0          |
| R. Nardini      | 30              | 7               | 1               | 1               | 2            | 0            | 0            | 0            | 1                     | 0                     | 0                     | 0                     | 33       | 7      | 1           | 1          |
| N. Padoin       | 1               | 0               | 0               | 0               | 2            | 0            | 0            | 0            | -                     | -                     | -                     | -                     | 3        | 0      | 0           | 0          |
| M.A. Romizi     | 19              | 0               | 0               | 0               | 2            | 0            | 0            | 0            | 1                     | 0                     | 1                     | 0                     | 22       | 0      | 1           | 0          |
| P. Rossi        | 23              | 10              | 5               | 1               | -            | -            | -            | -            | 1                     | 0                     | 0                     | 0                     | 24       | 10     | 5           | 1          |
| D. Saverino     | 21              | 2               | 6               | 0               | -            | -            | -            | -            | 1                     | 0                     | 0                     | 0                     | 22       | 2      | 6           | 0          |
| M. Stefani      | 26              | 8               | 8               | 0               | 2            | 0            | 0            | 0            | 1                     | 0                     | 0                     | 0                     | 29       | 8      | 8           | 0          |
| G. Temelin      | 20              | 4               | 0               | 0               | 2            | -2           | 0            | 0            | -                     | -                     | -                     | -                     | 22       | 2      | 0           | 0          |
| L. Tomasig      | 32              | -37             | 4               | 0               | -            | -            | -            | -            | -                     | -                     | -                     | -                     | 32       | -37    | 4           | 0          |
| A. Viapiana     | 27              | 4               | 3               | 0               | -            | -            | -            | -            | 2                     | 1                     | 0                     | 0                     | 29       | 5      | 3           | 0          |
| D. Zini         | 27              | 0               | 6               | 0               | 1            | 0            | 0            | 0            | 1                     | 0                     | 0                     | 0                     | 29       | 0      | 6           | 0          |

## Biblioteca
Mauro Del Bue, Una storia Reggiana, vol. IV, le partite, i personaggi, le vicende dalla serie A al centenario, Tecnograf 2019, pp. 197–211.